# Nikolai Rimsky-Korsakov
Nikolai Andréievitch Rimski-Korsakov (em russo:  Никола́й Андре́евич Ри́мский-Ко́рсаков; 18 de março de 1844 – 21 de junho de 1908) foi um compositor russo, membro do grupo de compositores conhecido como Os Cinco. Ele era um mestre em orquestração. As suas composições orquestrais mais conhecidas – Capriccio Espagnol, a Abertura do Festival de Páscoa Russo e a suíte sinfónica Xerazade – são composições que se destacam no repertório da música clássica, juntamente com suítes e trechos de algumas das suas 15 óperas. Xerazade é um exemplo do seu uso frequente de temas sobre contos de fadas e folclóricos. 
Rimski-Korsakov acreditava no desenvolvimento de um estilo nacionalista de música clássica, tal como o seu colega compositor Mily Balakirev e o crítico Vladimir Stasov. Este estilo juntava canções e tradições folclóricas russas com elementos exóticos harmónicos, melódicos e rítmicos numa prática conhecida como orientalismo musical, e evitava os métodos tradicionais de composição ocidentais. Rimski-Korsakov começou a gostar das técnicas musicais ocidentais depois de se tornar professor de composição musical, harmonia e orquestração no Conservatório de São Petersburgo em 1871. Ele passou por um rigoroso programa de auto-educação de três anos, e tornou-se um mestre em métodos ocidentais, incorporando-os com as influências de Mikhail Glinka e outros membros dos Cinco. As técnicas de composição e orquestração de Rimski-Korsakov foram ainda mais enriquecidas pela sua exposição às obras de Richard Wagner.
Durante grande parte da sua vida, Rimski-Korsakov combinou o seu trabalho como compositor e professor com uma carreira nas forças armadas russas - primeiro como oficial da Marinha Imperial Russa, depois como inspector civil de Bandas Navais. Escreveu que tinha desenvolvido uma paixão pelo oceano na sua infância, lendo livros e ouvindo sobre as façanhas do seu irmão mais velho na Marinha. Este amor pelo mar pode tê-lo influenciado a escrever duas das suas obras orquestrais mais conhecidas, o quadro musical Sadko (não confundir com sua ópera posterior de mesmo nome) e Xerazade. Como Inspector de Bandas Navais, Rimski-Korsakov expandiu o seu conhecimento sobre como tocar instrumentos de sopro e metais, o que aprimorou as suas habilidades em orquestração. Ele transmitiu esse conhecimento aos seus alunos, e também postumamente através do um livro didáctico sobre orquestração, que foi concluído pelo seu genro Maximilian Steinberg.
Rimski-Korsakov deixou um conjunto considerável de composições nacionalistas russas originais. Ele preparou obras d'Os Cinco para serem todcadas, o que as trouxe para o repertório clássico activo (embora haja controvérsia sobre a sua edição das obras de Modest Mussorgsky), e moldou uma geração de compositores e músicos mais jovens durante os anos em que leccionou. Rimski-Korsakov é, portanto, considerado "o principal arquitecto" daquilo que o público da música clássica considera o "estilo russo". A sua influência sobre os compositores mais jovens foi especialmente importante, pois serviu de figura de transição entre o autodidactismo exemplificado por Glinka e Os Cinco, e compositores com formação profissional, que se tornaram a norma na Rússia nos últimos anos do século XIX. Embora o estilo de Rimski-Korsakov se tenha baseado no de Glinka, Balakirev, Hector Berlioz, Franz Liszt e, por um breve período, no de Wagner, ele "transmitiu este estilo directamente a duas gerações de compositores russos" e influenciou compositores não-russos, incluindo Maurice Ravel, Claude Debussy, Paul Dukas e Ottorino Respighi.

## Biografia
Rímsky-Korsakov nasceu em Tíkhvin, 200 km ao leste de São Petersburgo, em uma família aristocrática, com uma longa linhagem de serviço militar e naval — seu irmão Voin, 22 anos mais velho que ele, tornou-se um conhecido navegador e explorador. Sua mãe tocava piano um pouco, e seu pai podia tocar algumas canções no piano, como Rímski-Korsakov relembra mais tarde. Aos seis anos de idade começou a ter aulas de piano com professores locais, e mostrou talento para as habilidades auditivas, mas se mostrou desinteressado, como escreveu mais tarde: "mal, sem cuidado, ... pobre em manter o tempo." Embora haja começado compor aos 10 anos, Rímski-Korsakov preferia a literatura musical. Mais tarde ele escreveu que, a partir de sua leitura e dos contos das façanhas de seu irmão, ele desenvolveu um amor poético pelo mar "sem nunca tê-lo visto." Este amor ao mar, provocado por seu irmão, o incentivou, aos 12 anos, a ajuntar-se à Marinha Imperial Russa. Ele estudou na Escola de Ciências Matemáticas e Navegação de São Petersburgo, levou seu exame final em abril de 1862.
Em 1861 conheceu Mily Balakirev e, com ele os outros membros do Grupo dos Cinco, retoma os estudos musicais. Ainda na Marinha, parcialmente durante uma viagem de circum-navegação, escreveu sua Sinfonia No. 1 (1861-1865), que foi muito bem recebida. Antes de deixar seu posto em 1873, compôs a primeira versão da peça orquestral Sadko (1867) e a ópera A donzela de Pskov (1872).
Em 1871 foi nomeado professor de composição e orquestração do Conservatório de São Petersburgo. Entre seus alunos figuram nomes como Glazunov, Liadov, Prokofiev, Respighi e Stravinski. No ano seguinte, casa-se com Nadejda Nikoláievna Purgold (1848-1919), pianista e compositora. Durante os anos seguintes, estuda assiduamente instrumentação, harmonia e contraponto.
Foi nomeado professor de bandas da armada. Entre 1874 e 1881 foi diretor de concertos do Conservatório Livre e regente de concertos fundados por Mitrofan Belyayev. Entre 1883 e 1894 trabalhou com Balakirev na Capela da Corte, onde estudou a música da Igreja Ortodoxa Russa. Nesse tempo também dedicou-se à natação, que apreciava treinar no verão dos mares siberianos.
Apresentou-se como maestro por toda a Europa, inclusive em Paris, durante a Exposição Universal de 1899. Em 1905 foi demitido de suas funções pedagógicas após publicar uma carta de protesto em que critica as autoridades que administravam o Conservatório. Este ato gera uma série de demissões imediatas, como as de Liadov e Glazunov. Com o escândalo, a instituição é completamente reorganizada sob o comando de Glazunov, que foi readmitido para comandar o novo Conservatório de São Petersburgo. Nos anos seguintes Rimski-Korsakov causa nova polêmica com a publicação da ópera O galo de ouro (1906-1907), em que crítica a monarquia russa de tal forma que só pôde ser apresentada em 1909, após sua morte. Relacionado a isso, Korsakov também era famoso por seus hábitos excêntricos como jogar futebol no auge do inverno russo nos lagos congelados de São Petersburgo

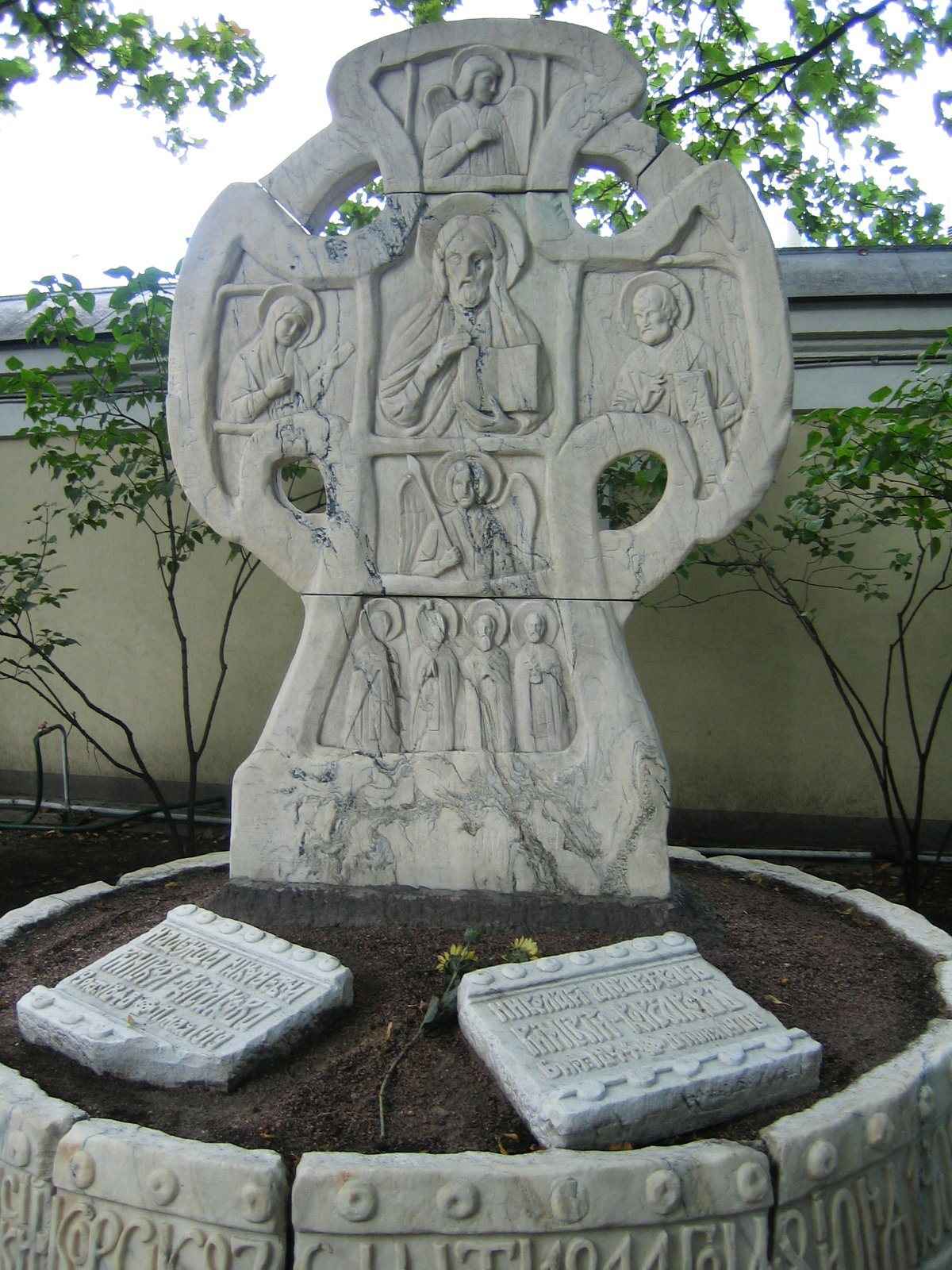
Lápide do compositor no Cemitério Tikhvin

Vítima de angina, Nikolai Rimski-Korsakov veio a falecer em Liubensk em 1908. Encontra-se enterrado no Cemitério Tikhvin do Monastério Aleksandr Nevsky, em São Petersburgo.
Teve sete filhos com sua esposa: Mikhail (1873), Sofia (1875), Andrei (1878-1940), Vladimir (1882), Nadejda (1884), Margarita (1888-1893) e Slavchik (1889-1890). Nadejda casou-se com o compositor Maximilian Steinberg em 1908. Andrei Rimski-Korsakov foi musicologista, tendo inclusive escrito vários estudos sobre a vida e obra de seu pai, e um capítulo sobre sua mãe. Um sobrinho, Gueórgui Mikhailovitch Rimski-Korsakov (1901-1965), também foi compositor.

## Trabalho
Considerado um mestre em orquestração, suas mais conhecidas composições orquestrais — Capriccio Espagnol, o poema sinfônico Scheherazade e Abertura da Grande Páscoa Russa - são muito valorizadas entre os principais repertórios de música clássica, assim como suítes e fragmentos de algumas das suas quinze óperas. Scheherazade é um exemplo de seu constante emprego de contos de fadas e contos populares em suas composições.
Assim como Mily Balakirev e o crítico Vladimir Stasov, contribuiu ao desenvolvimento de um estilo nacionalista da música clássica. Este estilo consistia no emprego de cantos populares tradicionais russos nas composições, assim como elementos harmônicos, melódicos e rítmicos exóticos - práticas conhecidas como Orientalismo musical -, evitando os métodos tradicionais de composição usados no Ocidente. No entanto, Rimski-Korsakov também chegaria a valorizar as técnicas ocidentais, ao ocupar o cargo de professor de composição, harmonia e orquestração musical no Conservatório de São Petersburgo, a partir de 1871. Com o intento de se aperfeiçoar de maneira autodidata, ele estudou o contraponto e harmonia ocidental, ao mesmo tempo que incorporava influências de Mikhail Glinka e do resto de seus companheiros dos "Cinco". Mais tarde suas técnicas de composição e orquestração se tornaram ainda mais ricas, com o descobrimento das obras de Richard Wagner.
Rimski-Korsakov combinou composição e ensino com a carreira militar, primeiro como militar da Marinha Imperial Russa, em seguida, como inspetor civil das bandas navais de música. Escreveu em suas memórias que sua paixão pelo mar começou em sua infância, ao ler livros e escutar as aventuras de seu irmão mais velho na marinha. Seu amor pelo mar pode ter influenciado a escrever duas de suas composições mais conhecidas, Sadko (não confundir com a ópera que ele veio a compor mais tarde com o mesmo nome) e Scheherazade. Seu trabalho como inspetor de bandas navais serviu para ampliar seu conhecimento sobre os instrumentos de madeira e de metal, aperfeiçoando as suas habilidades na orquestração. Além de transmitir estes conhecimentos técnicos a seus alunos, postumamente o fez, por meio de seu tratado "Princípios de Orquestração", que foi finalizado por seu genro Maximilian Steinberg.
Deixou muitas composições nacionalistas russas, de grande criatividade e originalidade. Além de ter realizado arranjos das obras de Os Cinco para que pudessem ser tocadas em público, tornando-os parte do repertório clássico (ainda que existam controvérsias acerca de suas "correções" nas obras de Modest Mussorgsky (procure ouvir Uma Noite no Monte Calvo original, e a versão arranjada por Rimski-Korsakov). Formou uma geração de jovens músicos e compositores durante as décadas que exerceu a profissão de professor, por isto veio a ser considerado como o arquétipo do estilo russo de compor pelo público da música clássica. Sua influência sobre os compositores mais jovens foi especialmente importante, ele serviu como figura de transição entre o autodidatismo, exemplificado em Mikhaíl Glinka, e os profissionalmente treinados, que se tornariam norma na Rússia do fim do século XIX.

O musicólogo britânico Gerald Abraham, a respeito da música de Rimski-Korsakov, escreveu:
"Ele possui um estilo cristalino, baseado na utilização das cores instrumentais de cada instrumento de base, através de uma estrutura claramente definida, uma escrita e uma orquestração baseadas em Glinka e Balakirev, Berlioz e Liszt. E foi capaz de transmitir suas ideias a duas gerações de compositores russos, como Liadov, Glazounov e Miaskovski, como também Stravinsky e Prokofiev, que foram seus alunos, e sua influência é evidente, apesar de menos pronunciada, na música orquestral de Ravel, Debussy, Dukas e Respighi."

## Obras
Rimski-Korsakov foi um compositor prolífico. Seus maiores êxitos foram obtidos junto às óperas – foram quinze no total, incluindo Kashchei, o imortal e O conto do czar Saltan. Os motivos das óperas são os mais diversos: de melodramas históricos como A noiva do czar a temas folclóricos como Noite de maio e lendas como A donzela da neve. Os mais conhecidos excertos no Ocidente são a Procissão dos Nobres de Mlada, Canção da Índia de Sadko e O voo do besouro de Czar Saltan, assim como as suítes de O galo de ouro e A lenda da cidade invisível de Kitej.
Não obstante, a fama de Rimski-Korsakov no Ocidente foi conquistada com suas composições orquestrais, principalmente o Capricho Espanhol, a abertura A grande Páscoa russa e a suíte sinfônica Scheherazade.
Dentre as obras de Korsakov com maior relevância entre os concertos para solistas, podemos destacar o Concerto para trombone e Banda Militar escrito em 1877.
Suas outras composições incluem dezenas de canções, arranjos de músicas folclóricas, música de câmara e piano e obras corais.

## Publicações
A autobiografia de Rimski-Korsakov e seus livros sobre harmonia e orquestração foram traduzidos para o inglês e publicados. Dois livros que ele começou em 1892, mas deixou inacabados, foram um texto abrangente sobre música russa e um manuscrito, agora perdido, sobre um assunto desconhecido.
- My Musical Life. [Летопись моей музыкальной жизни – literally, Chronicle of My Musical Life.]  Trans. a partir da 5ª rev. Edição russa. por Judah A. Joffe; Ed. com uma introdução de Carl Van Vechten. Londres: Ernst Eulenburg Ltd, 1974.
- Practical Manual of Harmony. [Практический учебник гармонии.] Publicado pela primeira vez, em russo, em 1885. Primeira edição em inglês publicada por Carl Fischer em 1930, trad. da 12ª edição russa. por Joseph Achron. Edição atual em inglês. por Nicholas Hopkins, Nova York, Nova York: C. Fischer, 2005.
- Principles of Orchestration. [Основы оркестровки.] Iniciado em 1873 e concluído postumamente por Maximilian Steinberg em 1912, publicado pela primeira vez, em russo, em 1922 ed. por Maximiliano Steinberg. Tradução inglesa. por Edward Ágata; Nova York: Dover Publications, 1964 ("republicação integral e corrigida da obra publicada pela primeira vez pela edição de música russa em 1922").

### Filmes
- Great Russian Composers: Nicolay Rimsky-Korsakov. no IMDb.  (2004)
- Римский-Корсаков. no IMDb.
- Song of Scheherazade. no IMDb.

### Obras
- Obras de Rimsky-Korsakov no International Music Score Library Project
- Partituras grátis de Nikolai Rimsky-Korsakov no Arquivo de Músicas Werner Icking
- Partituras gratuitas de Nikolai Rimsky-Korsakov na CPDL, a Biblioteca Coral de Domínio Público

### Outros
- The Rimsky-Korsakov Home Page
- Principles of Orchestration